# Terma (tanítás)
A termák (tibeti: གཏེར་མ་, wylie: gter ma, „rejtett kincs” vagy „kincsirat”) kulcsfontosságú tibeti buddhista vagy bon tanítások, amelyeket a hagyományok szerint  beavatott szakértők rejtettek el ezoterikusan - például Padmaszambhava és az ő  kísérő szellemei (dákini) - a 8. század környékén, hogy a jövőben rátalálhassanak az úgynevezett tertönök, a „szövegek megtalálói”. A termák a tantrikus irodalom részét képezik. Egyik legismertebb terma a Tibeti halottaskönyv, azaz a Bardo tödol.

## A terma hagyomány
A hagyomány szerint a terma lehet akár egy fizikális tárgy, mondjuk egy szöveg vagy egy szertartásokhoz használatos eszköz, amelyet földbe ástak, sziklába vagy kristályba zártak, gyógynövénybe, fába, tóba vagy az égbe (térbe) rejtettek. Annak ellenére, hogy a terma szó szerinti jelentése „rejtett tárgy”, és olykor ezek a tárgyak el lettek rejtve, a velük kapcsolatos tanításokat úgy kell érteni, hogy a guru tudatába lettek zárva, tehát a tertön tudatfolyamába. Ha a kódolt tanítás vagy tárgy szöveg, akkor gyakran dákiní írásrendszerrel készült, amely nem emberi kód vagy írás.

Fremantle (2001: p. 19) szerint:
|  | „...a termákat nem mindig teszik azonnal publikussá. A feltételek esetleg még nem ideálisak hozzá; az emberek lehet, hogy még nem állnak készen rá; és a jelentésük tisztázásához még további utasításokra van szükség. Gyakran a tertönnek is évekig kell még gyakorolnia.” |
|  | |

A terma hagyomány a nyingma hagyományvonalban a legjellemzőbb és a legjelentősebb. A 20. század két legismertebb tertönje, Duddzsom Dzsigdral Jese Dordzse és Dilgo Khjence, a nyingma iskolához tartoztak. A bon vallásban is jelentősek a tertönök, akik javarészt a kagyü iskolához tartoztak.
Padmaszambhava és fő kísérőhölgyei és tanítványai vallásos szövegeket, rituális tárgyakat és relikviákat rejtettek el, hogy biztosítsák és védelmezzék a buddhista tanításokat, amikor Langdarma király idején hanyatlásnak indult a buddhizmus (lásd: buddhistaüldözés). A termák egy részét megtalálták, amelyekből Tibetben különleges terma hagyományvonalak keletkeztek. Ezekből kétféle dharma átadásvonal fejlődött ki: a hosszú és a rövid átadásvonal. Az átadásvonalak legjelentősebb képviselői az öt tertön király és a nyolc lingpa voltak. A 19. században a leghíresebbek közé tartozott Dzsamjang Khjence Vangpo, Dzsamgon Kongtrul és Orgyen Csokgyur Lingpa.

## Legismertebb termák
Az egyik legismertebb terma a világon a Bardo tödol (tibeti: བར་དོ་ཐོས་གྲོལ་, wylie: bar do thos grol; „Bardo útmutatás, amelynek puszta hallatán elérhető a megszabadulás”). ismertebb (bár helytelen) nevén a Tibeti halottaskönyv. Ezt a termát Karma Lingpa fedezte fel.
A híresebb termák közé tartoznak még a következők:
- Longcsen Nyingthig: dzogcsen szövegek, amelyekre Dzsigme Lingpa talált rá a 18. században.
- Rincsen Terdzod: Dzsamjang Khjence Vangpo, Dzsamgon Kongtrul és Csogyur Decsen Lingpa állított össze több ezer nyingmapa terma szöveget. A végeredmény egy 108 kötetes hatalmas gyűjtemény.
- Dzsangter: Rigdzin Godem lelt rá. Ehhez tartozik még a Koncsok Csidu, amelyet Dzsacon Nyingpo tertön talált, és amelyet széles körben használnak a kagyü vonalban.
- Csokling Terszar: Csogyur Decsen Lingpa felfedezése.